# 5. Streichquartett (Beethoven)

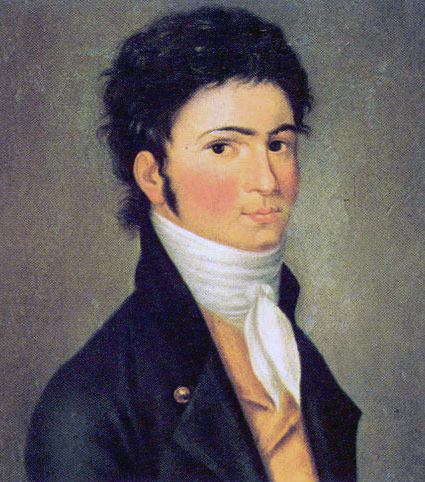
Beethoven-Porträt von Carl Traugott Riedel aus dem Jahr 1801.

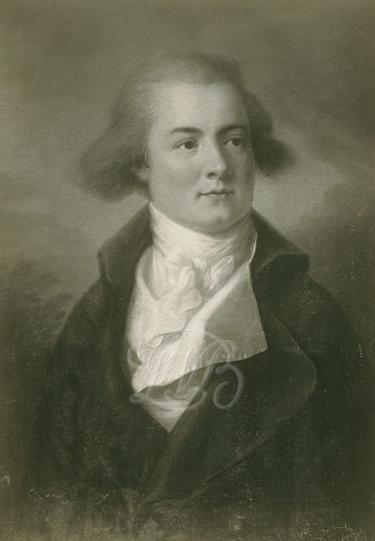
Franz Joseph Maximilian von Lobkowitz, Widmungsträger der Quartette op. 18, auf einem Ölgemälde von Friedrich Oelenhainz

Das Streichquartett Nr. 5 A-Dur op. 18,5 ist ein Streichquartett von Ludwig van Beethoven.

## Entstehung
Das Quartett entstand von Juni bis August 1799 als eines von sechs Streichquartetten, die unter der Opusnummer 18 mit einer Widmung an ihren Auftraggeber, Fürst Franz Joseph Maximilian von Lobkowitz, zusammengefasst wurden. Entgegen seiner Nummerierung mit der Nummer fünf wurde es als viertes der sechs Quartette komponiert; die Nummerierung in der Opus-Zahl entspricht der Reihenfolge, in der die Quartette gedruckt wurden. Zwar ist die Entstehungsreihenfolge der Quartette op. 18 nicht eindeutig gesichert, da die Autographe verloren sind, sie lässt sich aber anhand der Skizzenbücher vermuten.
Das Quartett wurde im Jahr 1801 veröffentlicht.

## Satzbezeichnungen
1. Allegro (A-Dur)
2. Menuetto (A-Dur)
3. Andante cantabile (D-Dur)
4. Allegro (A-Dur)

## Zur Musik
Bei der Komposition dieses Quartetts folgte Beethoven dem Modell von Wolfgang Amadeus Mozarts Streichquartett in A-Dur KV 464, von dem Beethoven für sich, neben Mozarts KV 387, aus den einzelnen Stimmen eine Partitur erstellt hatte. Parallelen zwischen Mozarts KV 464 und Beethovens op. 18,5 sind beispielsweise die Tonart, Ähnlichkeiten in den Sätzen wie zum Beispiel teilweise gleiche Satzbezeichnungen sowie ein Menuett als zweiter Satz und ein Variationenaufbau im dritten Satz. Ferner gibt es auch einige Gemeinsamkeiten beispielsweise in Harmonik und Rhythmik.
Beethovens Verehrung für Mozart ist nicht nur durch seinen Klavierschüler Ferdinand Ries bezeugt, sondern auch durch Carl Czerny: »Einst sah Beethoven bey mir die Partitur der 6 Mozartschen Quartette. Er schlug das 5te (in A) auf und sagte: ›Das ist ein Werk! Da sagte Mozart der Welt: 'seht, was ich machen könnte, wenn für euch die Zeit gekommen wäre!'‹«
Diese Mozart-Verehrung wird vom US-amerikanischen Musikwissenschaftler Joseph Kerman kritisch beurteilt: »I take this Mozart imitation as the most dramatic sign of his uncertainty and sense of disruption at this particular stage of the quartet project«.

### Erster Satz
Im ersten Satz folgt Beethoven Mozarts Stil, indem er von der dramatischen Sonatensatzentwicklung in den Kopfsätzen der ersten drei Quartette op. 18 abweicht. Der im 6/8-Takt stehende Satz wird von zwei kraftvollen Takten eingeleitet. Sogleich folgen innerhalb von 42 Takten die beiden Themen der Exposition. Das kantable heitere Hauptthema ist von Sechzehntelläufen in der Violine und aufsteigenden Trillern geprägt; es steht, dem Beispiel von Mozarts Quartett folgend, im Dreiermetrum. Das Halbtonseufzer enthaltende Seitenthema beginnt in e-moll und geht zu G-Dur über. Nach einem dritten Gedanken, der einen Dialog zwischen Cello und Bratsche enthält, endet die Exposition in Sechzehntelpassagen der ersten Violine. Im Gegensatz zu den Streichquartetten op. 18,1 und op. 18,2 wird in der Durchführung von op. 18,5 exakt die Exposition wiederholt; auch die Reprise enthält kaum Veränderungen.

### Zweiter Satz
Der zweite Satz beginnt mit einem kecken Dialog der beiden Violinen. Der Mittelteil, der auch an Mozarts KV 464 erinnert, enthält muntere Achtelfigurationen in der ersten Violine, geht überraschend nach cis-Moll mit einem Crescendo zum Fortissimo über und endet abrupt. Die Reprise verfügt über eine dichtere Satzstruktur und variiert das Hauptthema des zweiten Satzes.

### Dritter Satz
Als Zentrum des Quartetts ist der dritte Satz angelegt. Beethoven gestaltet den Satz, der etwa doppelt so lang ist wie die anderen Sätze des Quartetts, ebenso wie Mozart in seinem Quartett in Variationenform; ferner haben die dritten Sätze von Beethovens op. 18,5 und Mozarts KV 464 Metrum, Tonart und eine ausführliche Coda gemeinsam.
Dem schlichten Thema des Satzes folgen fünf Variationen, die gleich lang und zum Großteil harmonisch konstant sind.
In der ersten Variation werden die Achteln des Hauptthemas zu Sechzehnteln; sie beginnt im Cello und wird dann von der Bratsche und den beiden Violinen fortgeführt. Die zweite Variation wandelt die Sechzehntel der ersten Variationen in Sechzehnteltriolen um, die von der ersten Violine vorgetragen werden. In der dritten Variationen wandelt die Violine die Sechzehnteltriolen der zweiten Variation in tremoloartige Zweiunddreißigstel um und begleitet so den Dialog der führenden Bratsche mit dem Cello. Die vierte Variation wechselt mehrfach zwischen Dur und Moll und variiert das Thema des dritten Satzes zu einem Choral. Die fünfte Variation wurde wahrscheinlich durch Mozarts sechste Variation inspiriert. Mit ihren Staccatosechzehnteln und gegen den Taktschwerpunkt gesetzten Sforzati sowie den Trillern in der ersten Violine hat sie den Charakter eines derben Volkstanzes.
Die von Staccatosechzehnteln begleitete Coda greift die ersten beiden Takte des Hauptthemas auf und endet in einem ruhigen Poco Adagio.

### Vierter Satz
Das Hauptthema des Alla-breve-Finales besteht aus einem Motiv aus 3/8-Auftakt und einer Quarte und erscheint zunächst als Kanon aller vier Instrumente, dann in Umkehrung und schließlich als Kontrapunkt zum Überleitungsthema. Die in Moll beginnende Durchführung wird von einem ruhigen Seitenthema kontrastiert und, dem Beispiel Mozarts folgend, von einer sanften Mollvariante beendet. Nach einer regelkonformen Reprise endet der Satz überraschend in einem Pianoakkord.